# Декапірування
Декапірування (від фр. decaper — очищати метали) — виведення плівки оксидів на поверхні металу травленням її слабким розчином кислоти. Застосовують при гальваностегії перед простим (декоративним покриттям, фарбуванням) або гальванічним покриттям. Для сталі застосовують такі розчини за кімнатної температури, частин за масою:
- Сірчана кислота (концентрована) — 70-80
- Хромпік — 2-3
- Вода — 100

або
- Соляна або сірчана кислота — 5
- Вода — 100

Тривалість обробки першим розчином 20 сек, а другим — до 60 сек.
Перед хромуванням сталеві вироби доцільно анодно декапірувати в електроліті, частин за масою:
- Хромпік — 50
- Сірчана кислота — 0,5
- Вода — 1000

Тривалість обробки 30 с. Після декапірування деталь добре промивають, а потім опускають в електролітичну ванну.